# Naturdenkmal Nonnenkuhle
Das Naturdenkmal Nonnenkuhle mit 0,62 ha Flächengröße liegt nördlich von Heddinghausen im Stadtgebiet von Marsberg (Hochsauerlandkreis). Das Gebiet wurde 2008 mit dem Landschaftsplan Marsberg durch den Kreistag des Hochsauerlandkreises als Naturdenkmal (ND) ausgewiesen. Das ND ist grenzt östlich an das Landschaftsschutzgebiet Rotes Land und ist sonst vom Landschaftsschutzgebiet Freiflächen um Heddinghausen umgeben.

## Beschreibung
Der Landschaftsplan führt zum ND aus: „Der Ostrand der Buntsandsteindecke, die zwischen Leitmar / Heddinghausen und der „Platte“ den älteren Zechsteinkalken aufliegt, führt u. a. mit dem hier abgegrenzten Schutzobjekt zur Ausbildung eines landschaftstypischen Schwalglochs. Ein kleines Fließgewässer, das in der nordwestlich gelegenen Feldflur ein schmales Grünlandtälchen bildet, versickert hier in einer markanten, langgestreckten Mulde mit Eintritt in den Kalkuntergrund. Die Hohlform wird relativ intensiv beweidet; nur eine Strauchgruppe am östlich verlaufenden Wirtschaftsweg wertet diese geologische Besonderheit zusätzlich landschaftlich auf. Morphologisch setzt sich das hier „endende“ Tal nach Südosten bis in das übergeordnete Trockental zwischen Gut Forst und Canstein fort. Die geologische Besonderheit könnte durch eine Nutzungsextensivierung der abgegrenzten Fläche noch ökologisch und für das Landschaftsbild aufgewertet werden.“

## Schutzzweck
Der Landschaftsplan führt zum Schutzzweck aus: „Alle nachfolgenden Naturdenkmale stellen Einzelschöpfungen der Natur dar, die aus wissenschaftlichen, landeskundlichen und erdgeschichtlichen Gründen sowie wegen ihrer Seltenheit und Eigenart schutzbedürftig sind.“ Im ND sind „alle Handlungen verboten, die zu einer Zerstörung, Beschädigung oder Veränderung des geschützten Objektes führen können. Insbesondere ist verboten:
- Aufschüttungen, Verfüllungen, Abgrabungen oder Ausschachtungen vorzunehmen oder die Bodengestalt in anderer Weise zu verändern;
- Bäume, Sträucher oder sonstige wildwachsende Pflanzen zu beschädigen, auszureißen, auszugraben oder Teile davon abzutrennen oder auf andere Weise in ihrem Wachstum zu beeinträchtigen;
- bauliche Anlagen zu errichten.“[2]